# Amata artapha
Amata artapha är en fjärilsart som beskrevs av William Schaus. Amata artapha ingår i släktet Amata och familjen björnspinnare. Inga underarter finns listade i Catalogue of Life.